# 石川セリ
石川 セリ（いしかわ せり、1952年12月27日 - ）は、日本の女性歌手。本名：井上 セイディ（いのうえ セイディ（Seidy））。神奈川県相模原市出身。
夫はシンガーソングライターの井上陽水。陽水との間に1男2女がいる。長女は作詞家で歌手の依布サラサ。実妹は歌手及びフリーランスで英語関係の仕事をしているROMY（石川ひろみ）。

## 人物・来歴
父がアメリカ人で母が日本人。玉川学園高等部在学中、コーラス・グループ「シング・アウト」に在籍、モデル経験もある。
1971年、映画『八月の濡れた砂』の同名主題歌を担当し、1972年にシングル『小さな日曜日』でレコードデビュー。
同時期にデビューした松任谷由実（当時は荒井由実）とは、デビュー当時からの旧友でもある。林美雄のラジオ番組『パックインミュージック』でも、ともに熱狂的に取り上げられたこともある。また、松任谷由実は相模原市出身の石川セリに、相模川をイメージした楽曲「川景色」を提供し、のちにセルフカバーしている。石川セリはのちに、2015年3月6日放送の『爆報! THE フライデー』出演時に爆笑問題から「石川さんのライバルは誰ですか?」の質問に「松任谷」と答えている。
1975年には、のちに夫となる井上陽水が、吉田拓郎・泉谷しげる・小室等らとフォーライフ・レコードを設立し、この年に石川セリと出会う。1977年4月21日には井上陽水から楽曲提供を受け『ダンスはうまく踊れない /気まぐれ』をシングルとしてリリース。翌1978年に井上陽水と結婚した。
テレビ番組などへの出演は少なく、TBS系トーク番組『悪友親友』（1981年 - 1984年）への出演時には、小室等から「もっとテレビに出てください」と言われた。
ムーンライダーズのドラマー・かしぶち哲郎からも楽曲提供を多数受け、かしぶちのソロ・アルバムにも参加している。1985年4月1日にシングル『いろ、なつ、ゆめ (彩・夏・夢) 』をリリース。これはかしぶちの提供曲で、同年9月5日発売のアルバム『楽園』（LP、フィリップス・レコード、規格品番：28PL-99）にも収録された。また石川セリは、同年7月7日発売のかしぶちのソロ・アルバム『彼女の時』にも参加している（このアルバムでかしぶちが同曲を「彩 夏 夢 (いろ なつ ゆめ) 」としてセルフカバー）。同年以降は歌手活動を一時休止していた。
1995年に10年ぶりのアルバムとして、現代音楽の作曲家である武満徹が最晩年に手がけたポピュラー音楽のCDを発表し、純音楽とは全く異なるもう一つの武満徹の世界を紹介した。
井上陽水とは結婚当初から不仲説が絶えず、2002年には離婚の危機もあった。歌手復帰を目指す石川セリに対し、井上陽水は「絶対、表に出るな。歌手をやるなら離婚だ」「そんなに働きたかったら、花屋でもやれ」と罵り、取っ組み合いの夫婦喧嘩もしたことが報じられた。
しかしそうした家庭の危機を跳ねのけ、2002年には約19年ぶりに東京赤坂ACセンターでコンサートを開催した。しかし2004年に大動脈解離を発症するが、2008年4月には8年ぶりとなるオリジナル曲を発表、同年5月には3箇所にてコンサートを開催。光文社の雑誌『HERS』2008年5月号にロングインタビューが掲載される。
2011年の東日本大震災の後、長女の依布サラサが放射能の影響を心配し子供を連れて、井上陽水の故郷である福岡県へ移住し、石川セリも付いていき、東京都内の自宅に残った井上陽水とは別居状態となる。その後は石川セリと依布サラサは福岡県を本拠地として活動し、石川セリは福岡市に本社を置くラブエフエム国際放送やKBCラジオ（九州朝日放送）で、ラジオ番組のレギュラーを持ち、たまに井上陽水と会うという生活となる。
2012年12月にフィリップス・レコード時代（現：ユニバーサルミュージック）に発売された10タイトル中、ライブ盤2枚を除く8タイトル（1976年『ときどき私は…』〜1985年『楽園』）が、タワーレコード限定（ユニバーサルミュージックとタワーレコードの共同企画）で再発売された。音源はリマスタリングされず旧CD化時のものを使用し、8タイトルのCD化された時期がそれぞれ違うため、マスタリングにバラつきがあるが、そのまま再発売されている。ジャケット・歌詞カードは1994年のCD選書（スリムケース仕様）のものをスキャンしてジュエルケース仕様に編集したもの。

## ディスコグラフィ

### シングル
| 枚                     | 発売日               | タイトル                      | c/w                               | オリコン 最高位      | 規格                 | 規格品番             |
| キャニオン・レコード   | キャニオン・レコード | キャニオン・レコード          | キャニオン・レコード              | キャニオン・レコード | キャニオン・レコード | キャニオン・レコード |
| ---------------------- | -------------------- | ----------------------------- | --------------------------------- | -------------------- | -------------------- | -------------------- |
| 1st                    | 1972年3月5日         | 小さな日曜日                  | 八月の濡れた砂                    | -                    | EP                   | A-93                 |
| 2nd                    | 1972年6月5日         | デイ・ドリーム                | 村の娘でいたかった                | -                    | EP                   | A-114                |
| 3rd                    | 1972年6月5日         | 鳥が逃げたわ                  | GOOD MUSIC                        | -                    | EP                   | A-148                |
| フィリップス・レコード |                      |                               |                                   |                      |                      |                      |
| 4th                    | 1974年8月25日        | 遠い海の記憶                  | 海は女の涙                        | -                    | EP                   | FS-1801              |
| 5th                    | 1976年1月            | ひとり芝居                    | さよならの季節                    | -                    | EP                   | FS-1853              |
| 6th                    | 1976年4月            | フワフワ・WOW・WOW            | SEXY                              | -                    | EP                   | FS-2004              |
| 7th                    | 1977年4月21日        | ダンスはうまく踊れない        | 気まぐれ                          | 57位                 | EP                   | FS-2049              |
| 8th                    | 1978年5月            | ガラスの女                    | うしろ姿                          | -                    | EP                   | FS-2094              |
| 9th                    | 1979年7月            | ムーンライト・サーファー      | ミッドナイト・ラブコール          | -                    | EP                   | FS-2154              |
| 10th                   | 1981年               | スノー・キャンドル            | 大じゅもん -ひとつひとつあなたに- | -                    | EP                   | 7PL-62               |
| 11th                   | 1981年11月           | パール・スター (真珠星)       | 不思議アラビアンナイト            | -                    | EP                   | 7PL-79               |
| 12th                   | 1982年9月            | ヘルミーネ                    | 水晶の壁                          | -                    | EP                   | 7PL-95               |
| 13th                   | 1983年6月10日        | BOY                           | 夏の海岸                          | 77位                 | EP                   | 7PL-122              |
| 14th                   | 1984年6月1日         | キ・サ・ラ恋人                | Martinet(雨燕)                    | 40位                 | EP                   | 7PL-160              |
| 15th                   | 1984年11月           | 恋愛飼育論                    | ジャングル                        | -                    | EP                   | 7PL-180              |
| 16th                   | 1985年4月1日         | いろ、なつ、ゆめ (彩・夏・夢) | オリンポス                        | 62位                 | EP                   | 7PL-190              |

### デュエットシングル
| 名義                | 発売日        | タイトル | c/w                             | 発売元 | オリコン 最高位 | 規格  | 規格品番  |
| ------------------- | ------------- | -------- | ------------------------------- | ------ | --------------- | ----- | --------- |
| 石川セリ & 下田逸郎 | 1997年10月1日 | セクシィ | セクシィ (下田逸郎ヴァージョン) | Kitty  | -               | 8cmCD | KTDR-2182 |

### アルバム

#### オリジナル・アルバム
| 枚                     | 発売日               | タイトル                        | オリコン 最高位      | 規格                 | 規格品番             |
| キャニオン・レコード   | キャニオン・レコード | キャニオン・レコード            | キャニオン・レコード | キャニオン・レコード | キャニオン・レコード |
| ---------------------- | -------------------- | ------------------------------- | -------------------- | -------------------- | -------------------- |
| 1st                    | 1972年11月5日        | パセリと野の花                  | -                    | LP                   | C-3013               |
| フィリップス・レコード |                      |                                 |                      |                      |                      |
| 2nd                    | 1976年1月25日        | ときどき私は……                  | 34位                 | LP                   | FX-6047              |
| 3rd                    | 1977年6月5日         | 気まぐれ                        | 33位                 | LP                   | S-7015               |
| Cover                  | 1978年6月5日         | NEVER LETTING GO (素顔のままで) | 66位                 | LP                   | S-7051               |
| 4th                    | 1981年12月20日       | 星くずの街で                    | 46位                 | LP                   | 28PL-23              |
| 5th                    | 1982年10月5日        | MÖBIUS                          | 21位                 | LP                   | 28PL-37              |
| 6th                    | 1983年6月10日        | BOY                             | 27位                 | LP                   | 28PL-55              |
| 7th                    | 1984年12月1日        | FEMME FATALE                    | 57位                 | LP                   | 28PL-86              |
| 8th                    | 1985年9月5日         | 楽園                            | 57位                 | LP                   | 28PL-99              |
| 日本コロムビア         |                      |                                 |                      |                      |                      |
| 9th                    | 1995年11月20日       | 翼〜武満徹ポップ・ソングス      | -                    | CD                   | COCY-78624           |
| 10th                   | 1997年2月20日        | MI・YO・TA                      | -                    | CD                   | COCB-53574           |

#### ライブ・アルバム
| 枚                     | 発売日                 | タイトル               | オリコン 最高位        | 規格                   | 規格品番               |
| フィリップス・レコード | フィリップス・レコード | フィリップス・レコード | フィリップス・レコード | フィリップス・レコード | フィリップス・レコード |
| ---------------------- | ---------------------- | ---------------------- | ---------------------- | ---------------------- | ---------------------- |
| 1st                    | 1977年11月5日          | FIRST LIVE             | 66位                   | LP                     | S-7029                 |
| 2nd                    | 1983年11月5日          | SERICEOUS NIGHT        | 63位                   | LP                     | 28PL-63                |

#### ベスト・アルバム
| 枚                                         | 発売日                 | タイトル                                      | オリコン 最高位        | 規格                   | 規格品番               | 備考                                                                        |
| フィリップス・レコード                     | フィリップス・レコード | フィリップス・レコード                        | フィリップス・レコード | フィリップス・レコード | フィリップス・レコード | フィリップス・レコード                                                      |
| ------------------------------------------ | ---------------------- | --------------------------------------------- | ---------------------- | ---------------------- | ---------------------- | --------------------------------------------------------------------------- |
| 1st                                        | 1976年                 | WAVE SERI 72/76                               | -                      | LP                     | S-5001-2               | 2枚組。『パセリと野の花』『ときどき私は……』を全曲収録したコンピレーション盤 |
| 2nd                                        | 1977年12月20日         | SERI BEST                                     | 64位                   | LP                     | 2L-02806               |                                                                             |
| 3rd                                        | 1982年                 | デラックスパッケージ'82                       | -                      | LP                     | 20PL-3                 |                                                                             |
| 4th                                        | 1984年5月5日           | ベスト・セレクション                          | -                      | LP                     | 35LD-10                |                                                                             |
| 5th                                        | 1993年4月25日          | 石川セリ NEW BEST ポップス編                  | -                      | CD                     | PHCL-2014              |                                                                             |
| 6th                                        | 1993年5月26日          | 石川セリ NEW BEST                             | -                      | CD                     | PHCL-2020              |                                                                             |
| マーキュリーミュージックエンタテインメント |                        |                                               |                        |                        |                        |                                                                             |
| 7th                                        | 1996年11月21日         | スペシャル 1800                               | -                      | CD                     | PHCL-4003              |                                                                             |
| ユニバーサルミュージック                   |                        |                                               |                        |                        |                        |                                                                             |
| 8th                                        | 2001年12月19日         | スーパー・バリュー                            | -                      | CD                     | UMCK-8507              |                                                                             |
| 9th                                        | 2003年11月26日         | GOLDEN☆BEST 石川セリ シングルス・アンド・モア | -                      | CD                     | UICZ-6031              |                                                                             |
| 9th                                        | 2012年12月5日          | GOLDEN☆BEST 石川セリ シングルス・アンド・モア | -                      | CD                     | UPCY-9267              | スペシャル・プライス                                                        |
| 10th                                       | 2005年9月28日          | CD & DVD THE BEST 石川セリ                    | -                      | CD+DVD                 | UPCY-6094              |                                                                             |
| 11th                                       | 2006年1月18日          | プライムセレクション 石川セリ                 | -                      | CD                     | UPCY-9041              |                                                                             |
| 12th                                       | 2007年1月17日          | 石川セリ ベスト10                             | -                      | CD                     | UPCY-9078              |                                                                             |
| 13th                                       | 2007年8月22日          | エッセンシャル・ベスト 石川セリ               | -                      | CD                     | UPCY-9130              |                                                                             |
| 14th                                       | 2008年4月23日          | Re:SEXY 〜Seri's Selection OLD & NEW〜        | -                      | CD                     | UPCY-6482              | 新曲3曲、レア・ヴァージョン含むベスト・アルバム                             |

#### 映像作品
| 枚                       | 発売日                   | タイトル                        | 規格                     | 規格品番                 |
| ユニバーサルミュージック | ユニバーサルミュージック | ユニバーサルミュージック        | ユニバーサルミュージック | ユニバーサルミュージック |
| ------------------------ | ------------------------ | ------------------------------- | ------------------------ | ------------------------ |
| 1st                      | 2008年11月12日           | Re:Sexy live 2008 Cabaret Night | DVD                      | UIBZ-5044                |

#### 参加作品
- 彼女の時（1985年7月7日）
かしぶち哲郎のオリジナルアルバム。「S・EX (SENSUOUS EXPERIENCE) 」をデュエット。
- 百和香（1989年9月21日）
矢野誠のオリジナルアルバム。妹のROMYと共に数曲でコーラス参加。
- タカラモンド（1990年4月21日）
浜口茂外也グループのオリジナルアルバム。「サヴァンナの夕暮れ」を歌唱。
- UNDER THE SUN（1993年9月15日）
井上陽水のオリジナルアルバム。「水瓶座の夜」にコーラス参加。
- はなびら（2000年3月8日）
松任谷正隆プロデュースのサウンドトラック。「はなびら」を歌唱。
- Angel's Tears（2000年12月6日）
山本容子プロデュースのコンピレーション。「流れよ わが涙」「愛の小径」「浜千鳥」「秋の野」を歌唱。
- グッドフェローズ（2004年8月25日）
甲斐バンド&甲斐よしひろグレイト・トリビュート・コレクション。「かりそめのスウィング」を歌唱。
- 谷川俊太郎 SONG BOOK（2005年10月19日）
谷川俊太郎の朗読と谷川賢作の音楽によるコラボレーション。「ころころ」「あやつり人形劇場」を歌唱。
- 私の旅（2006年11月15日）
平野レミのオリジナルアルバム。「誰でも誰かが」にコーラス参加。

### タイアップ
| 楽曲                          | タイアップ                                                        | 時期         |
| ----------------------------- | ----------------------------------------------------------------- | ------------ |
| 八月の濡れた砂                | 映画『八月の濡れた砂』主題歌                                      | 1972年3月5日 |
| 遠い海の記憶                  | NHK『みんなのうた』より                                           | 1974年       |
| 遠い海の記憶                  | NHK総合 少年ドラマシリーズ『つぶやき岩の秘密』主題歌              | 1974年       |
| 海は女の涙                    | 映画『哀愁のサーキット』主題歌                                    | 1974年       |
| ガラスの女                    | NHK総合 銀河テレビ小説『ガラスの女』主題歌                        | 1978年       |
| キ・サ・ラ恋人                | サントリー『キサラ』CMソング                                      | 1984年       |
| いろ、なつ、ゆめ (彩・夏・夢) | '85資生堂サマーキャンペーン・イメージソング                       | 1985年       |
| 翼                            | TBS系列『筑紫哲也 NEWS23』エンディングテーマ                      | 1996年       |
| セクシィ                      | 映画『身も心も』挿入曲                                            | 1997年       |
| セクシィ                      | MAX FACTOR『パーフェクトモイストファンデーション』CMソング        | 1997年       |
| 三月のうた                    | TBS系列『3年B組金八先生 第5シリーズ』挿入歌                       | 1999年       |
| はなびら                      | NHK Hi-Vision『山下清の見た東海道五十三次〜童心スケッチ〜』主題歌 | 2000年       |
| 夢で逢いましょう              | ニッカウヰスキー『ブラックニッカ クリアブレンド』CMソング         | 2003年       |

## コンサート
- 1977年7月22日 郵便貯金ホール
- 1977年9月30日 西武劇場
- 1978年5月12日 調布グリーンホール - 来生たかお JOINT CONCERT
- 1983年7月11日 新宿厚生年金会館 - SERI CONCERT TOUR
- 2000年4月8日 歐林洞ギャラリーサロン - 南佳孝 Cherry blossom secret concert Panaderia Salon Concert vol.5
- 2000年8月20日 一里野温泉スキー場 野外ステージ - 2000 一里野音楽祭
- 2002年11月22日 歐林洞ギャラリーサロン
- 2002年12月02日 赤坂ACTシアター
- 2008年5月16日・17日 Billboard Live 大阪 - Concert 2008 Re:SEXY
- 2008年5月19日・20日 Billboard Live 福岡 - Concert 2008 Re:SEXY
- 2008年5月27日・28日 Billboard Live 東京 - Concert 2008 Re:SEXY
- 2009年9月11日 丸の内ハウス - JAZZY IN THE HOUSE
- 2010年7月3日 南青山マンダラ - かしぶち哲郎 LE GRAND SOIR in TOKYO （ゲスト参加）
- 2010年12月7日 渋谷 青い部屋 - 石川セリのムーラン・ルージュ ～青い部屋救済企画〜
- 2012年12月22日 大野城まどかぴあ - 谷川俊太郎と石川セリの世界 〜詩と音楽の贈り物〜
- 2013年9月22日 Billboard Live 東京 - 南佳孝 40th Anniversary Live with Special Guest 石川セリ、伊東たけし、鈴木茂
- 2014年12月16日 Live Cafe Again - サエキけんぞうのコアトーク vol.85
- 2016年7月28日 西鉄グランドホテル - ディナーショー
- 2016年10月15日 龍田プレイパーク - 第13回身近な森の音楽会
- 2018年2月14日 中洲Gate's7 - 石川セリ×森田良平 Seri selection 愛の名曲コンサート -若い音楽家たちと共に-
- 2018年10月27日 富士見市民文化会館キラリふじみ - キラリ音楽祭 2018

## 出演

### 映画
- 哀愁のサーキット（1972年）- 本人役

### テレビ
- 『夜更かしライブ缶 石川セリコンサート』（2003年3月26日、NHK衛星第2）
- ゲスト出演：爆報! THE フライデー、ダウンタウンDX、行列のできる法律相談所、SONGS、夢・音楽館、知るを楽しむ、スタジオパークからこんにちは、フォークの達人、僕らの音楽、踊る!さんま御殿!!、ソロモン流、徹子の部屋、料理バンザイ!、笑っていいとも、夜のヒットスタジオ、悪友親友、ほか

### ラジオ
- 『Transit Radio ～Music Bar ララルー～』 → 『music bar ララルー』（2014年4月3日～2021年、LOVE FM）
- 『土曜の夜はSEXY』（2015年10月3日～、KBCラジオ）